# سوکولیتسا (استان وارمی-ماسوری)
سوکولیتسا (به لهستانی:  Sokolica) یک روستا در لهستان است که در گمینا بارتوشتسه واقع شده‌است.